# Хараджаєв Олександр Давидович

Маріуполь. Колишній будинок Хараджаєва О. Д., фото 1931 р. Використаний під Виконком Ради радянських депутатів за часів СРСР.

Олександр Давидович Хараджаев (15 жовтня 1826 — 6 червня 1894) — купець першої гільдії, меценат, міський голова Маріуполя.

## Життєпис
Народився в Маріуполі у родині грецького купця Давида Антоновича Хараджи. Він розвив справу батька, створивши торговельну контору, що займалася скупкою зерна в околишніх селах і продажем його за кордон, придбав більше десятка невеликих вітрильних судів, а пізніше — кілька пароплавів.
Крім того, значні капітали він вкладав у нерухомість, а також придбав у Слов'яносербському повіті кам'яновугільний рудник. Обсяг накопиченого капіталу дав йому можливість стати купцем першої гільдії.
Олександр Давидович брав активну участь у громадському житті міста, надавав благодійну допомогу різним закладам. На період 1860—1864 р. був вибраний міським головою. У різні роки брав участь у роботі комісій зі створення в місті гімназій, відкриттю шкіл і інших закладів.
Похований на старому міському цвинтарі Маріуполя на вул. Кленовій, поруч із Центральним ринком.